# 17190 Retopezzoli
17190 Retopezzoli è un asteroide della fascia principale. Scoperto nel 1999, presenta un'orbita caratterizzata da un semiasse maggiore pari a 2,5908953 UA e da un'eccentricità di 0,0895360, inclinata di 6,28130° rispetto all'eclittica.
Dall'11 novembre 2000 al 9 gennaio 2001, quando 19019 Sunflower ricevette la denominazione ufficiale, è stato l'asteroide denominato con il più alto numero ordinale. Prima della sua denominazione, il primato era di 16191 Rubyroe.
L'asteroide è dedicato a Reto Pezzoli, amico dello scopritore.